# St. Michael (Pfaffenhofen an der Glonn)

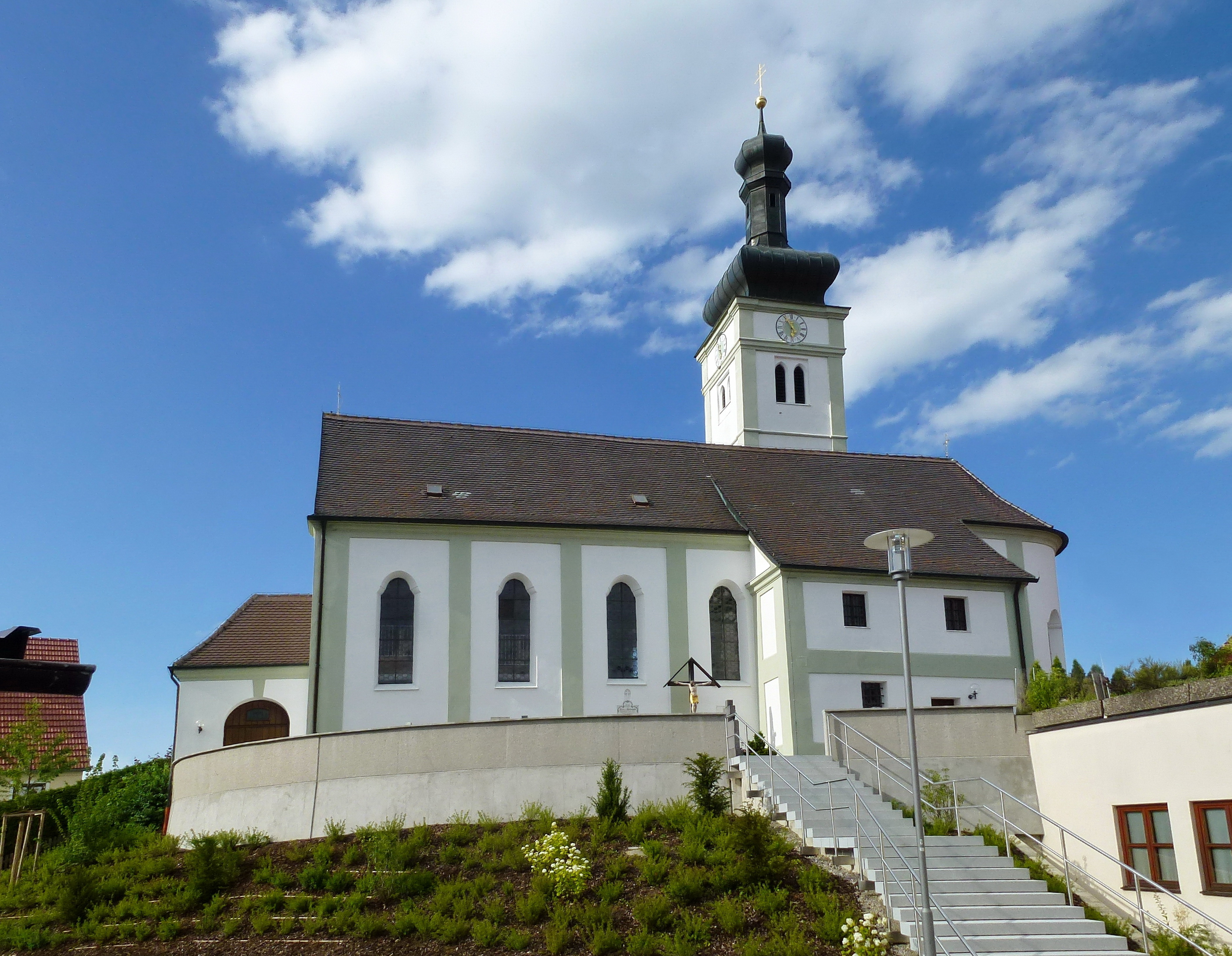
St. Michael in Pfaffenhofen an der Glonn

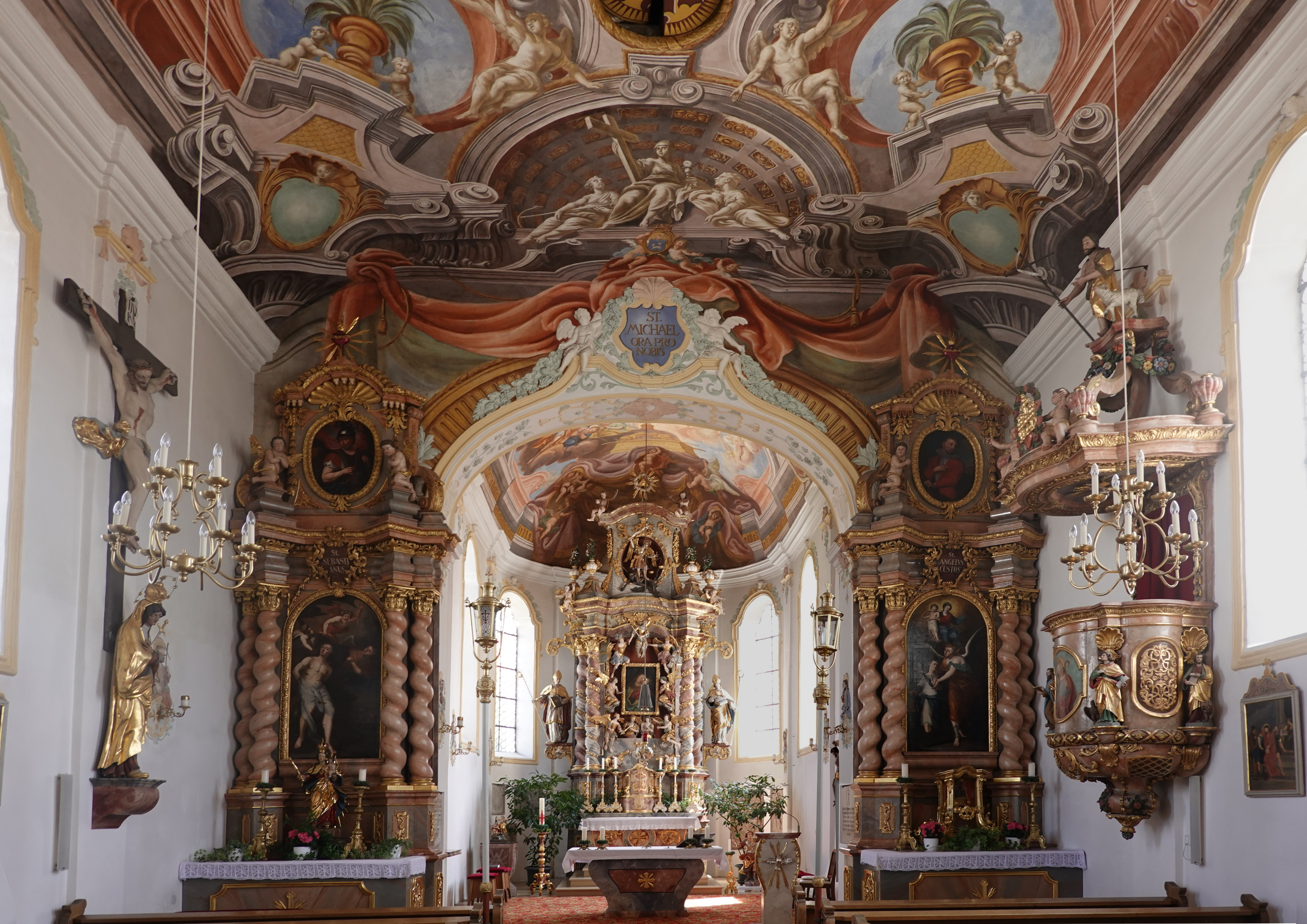
Innenraum

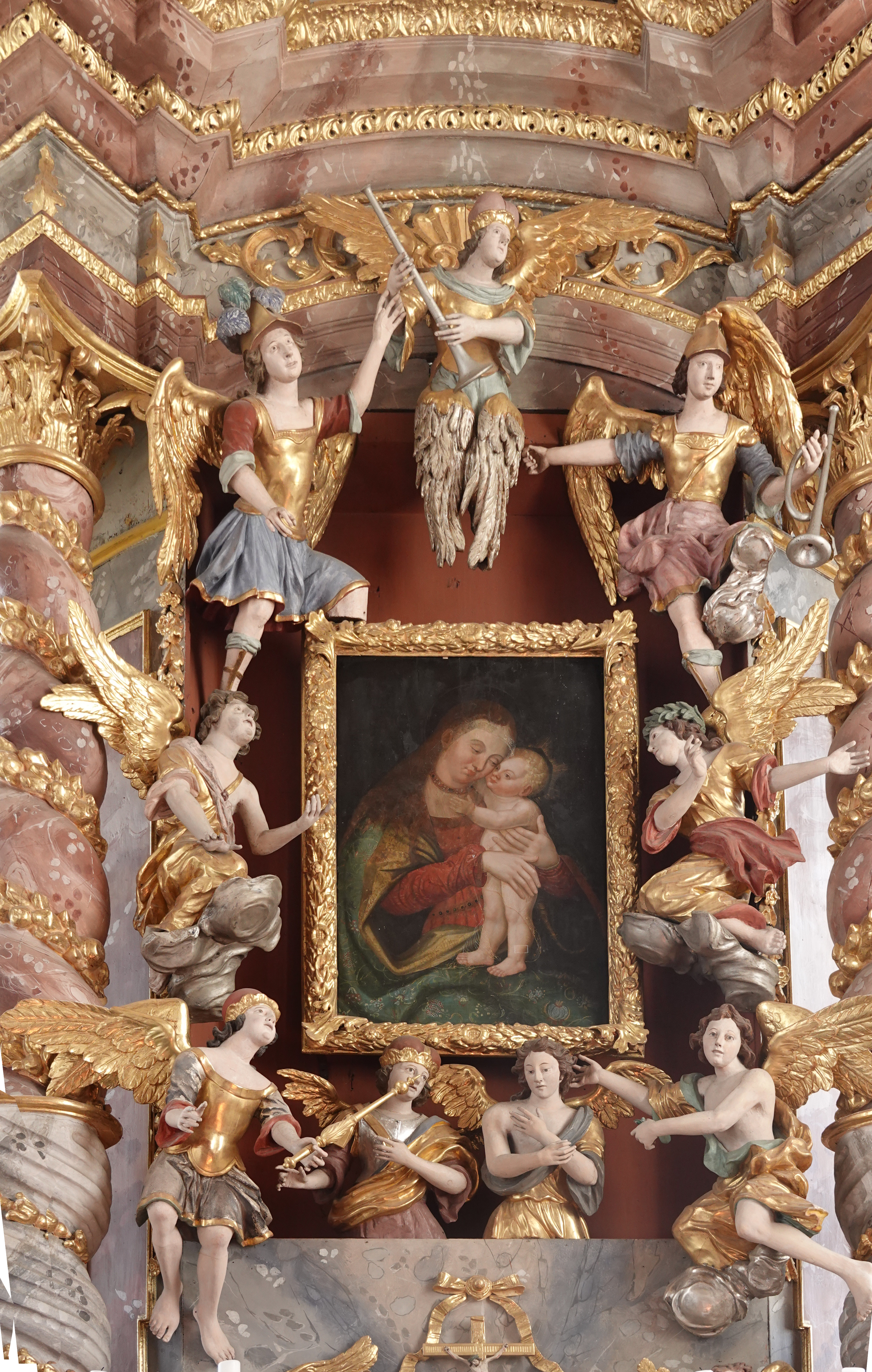
Kopie des Gnadenbildes, von Engeln umgeben

Die römisch-katholische Pfarrkirche St. Michael steht in Pfaffenhofen an der Glonn, einer Gemeinde im oberbayerischen Landkreis Dachau. Sie ist in der Liste der Baudenkmäler in Pfaffenhofen an der Glonn als Baudenkmal unter der Nr. D-1-74-137-1 eingetragen. Die Kirche gehört zum Dekanat Dachau im Erzbistum München und Freising.

## Beschreibung
Die im Kern spätgotische Saalkirche wurde in den Jahren 1718 bis 1720 weitgehend barock erneuert. Sie besteht aus dem 1928 nach Westen verlängerten Langhaus, dem eingezogenen, halbrund geschlossenen Chor im Osten und dem 36 Meter hohen Chorflankenturm an dessen Nordwand, der die Glockenstühle mit vier Glocken und die Turmuhr enthält. Zwei Glockenstühle wurden 2017 erneuert. Der Turm schließt mit einer Zwiebelhaube ab, die mit einer schlanken, hohen Laterne bekrönt ist. Das Geläut von St. Michael klingt in den Tönen es′, g′, b′ und c″. Die älteste der vier Glocken wurde 1931 gegossen. Die drei anderen goss 1950 die Glockengießerei Johann Hahn in Landshut als Ersatz für die Vorgängerinnen, die 1942 als Metallspende für den Krieg hatten abgegeben werden müssen.
Die Sakristei mit Oratorium im Obergeschoss steht an der Südwand des Chors. Das Portal befindet sich im Vorbau an der Westwand des Langhauses. Der Innenraum des Langhauses ist mit einem Spiegelgewölbe überspannt.
Die Deckenmalereien werden Johann Adam Schöpf und seinem Sohn Johann Nepomuk Schöpf zugeschrieben. Im Langhaus ist der Höllensturz der gefallenen Engel dargestellt. Das Bild im Chorgewölbe zeigt in der Mitte Gottvater auf einer Wolke thronend, umgeben von vielen Engeln. Die rechte Hand hebt er zum Segen empor und in der linken hält er ein Zepter. Am unteren Bildrand wird ein Vorhang emporgeschoben, über dem die Bundeslade steht, die nach Anweisung Gottes hergestellt war, um unter anderem die Tafeln mit den Zehn Geboten aufzunehmen. Im Jahr 2010 wurden die Deckengemälde restauriert.
Das Retabel des im Stil des Rokoko gestalteten Hochaltars enthält seit 1938 eine wohl um 1720 in Öl auf Leinwand gemalte Kopie des Gnadenbildes der Mutter vom guten Rat der Wallfahrtskirche von Genazzano. Im Bild steht das Jesuskind auf dem Schoß der Mutter mit seinen Ärmchen um ihren Hals. Umfasst wird das recht kleine Bild von schwebenden Engelsfiguren. Im Auszug des Altars ist ein Relief des Erzengels Michaels angebracht, unter dessen Schutz die Kirche gestellt ist. Die Figur war bei der Renovierung 1928 gefunden worden, wurde restauriert und zunächst in die Mitte des Altars gesetzt. Seit 1938 hat sie ihren Platz im Altarauszug. Die Assistenzfiguren auf Postamenten am Altar sind links der heilige Korbinian mit dem Bären und rechts der heilige Ulrich, Bischof von Augsburg, mit dem Evangelienbuch, auf dem ein Fisch liegt. Die Figuren sind lebensgroß. Nach der Legende wurde auf einer Romreise Korbinians Lasttier von einem Bären getötet, woraufhin Korbinian den Bären zwang, selbst die Last zu tragen. Der Fisch des Ulrich erinnert ebenfalls an eine Legende, der zufolge der Heilige an einem Freitag einen Boten mit vom Vorabend übrig gebliebenem Braten entlohnte. Der Bote brachte den Braten seinem Herrn, um zu zeigen, dass der Bischof gegen das Freitagsgebot verstoße. Doch als er ihn auspackte, hatte sich der Braten in einen Fisch verwandelt.
Links neben dem Altar steht der in neuerer Zeit geschaffene Taufstein. Er ist aus Rotmarmor, hat einen achteckigen Fuß und ein viereckiges, mit Reliefs verziertes Becken mit gebogenen Seitenflächen, das nach oben breiter wird. Auf dem Deckel ist in einer um 1740/50 holzgeschnitzten Figurengruppe die Taufe Jesu dargestellt.
Die Seitenaltäre mit gedrehten Säulen entstanden wie der Hochaltar um 1720 und sind ebenso reich verziert. Im Altarblatt des linken Altars ist der von Pfeilen durchbohrte heilige Sebastian dargestellt, im Hintergrund eine alte Ortsansicht von Pfaffenhofen. Im Gemälde des rechten Altars führt der Schutzengel einen Menschen; über ihnen schwebt Maria mit dem Jesuskind. Der Altarauszug links zeigt den heiligen Isidor, der Auszug des rechten Altars den heiligen Florian.
Die Orgel wurde 1905 von Franz Borgias Maerz in ein Gehäuse und einen Prospekt von 1707 eingebaut. 1980 erweiterte Maximilian Offner aus Kissing diese von vorher 6 auf 9 Register und zwei Manuale.